# بتاش، ساسکاچوان
بتاش، ساسکاچوان (به انگلیسی: Batoche, Saskatchewan) یک منطقهٔ مسکونی در کانادا است که در ساسکاچوان واقع شده‌است.